# Sporobolus durus
Sporobolus durus був видом трав родини Poaceae, знайдений лише на острові Вознесіння в Південній Атлантиці. 
Він вимер через надмірний випас худоби та витіснення інвазивними бур'янами. Дата його зникнення невідома; востаннє його записали в 1886 році, але його не шукали, зокрема, до 1998 року. Єдиним відомим місцем проживання виду є ділянка на скелі, що складається з м'якого вулканічного попелу. Sporobolus durus раніше плутали з S. caespitosus, який є меншим і, ймовірно, більш гірським ендемічним видом. Збентежило те, що популяція S. caespitosus нещодавно була знайдена на лівому боці Weather Post, несподіваному місці та середовищі існування та єдиному відомому місці його вимерлого аналога. Ймовірно інвазія численних немісцевих видів рослин, які зараз становлять дуже значну частку загального рослинного покриву, призвела до сильної зміни середовища проживання та призвела до масової конкуренції за скорочення аборигенів та ендеміків. Також можливо, що S. durus схрещувався з інтродукованим S. africanus, який зараз є звичайною травою на острові Вознесіння і особливо поширений у середовищах існування, схожих на ті, які, як вважають, займав S. durus поблизу Weather Post.